# Final Examination
Final Examination – amerykański film fabularny (horror z podgatunku slasher) powstały w 2003 roku. Film wydano na rynku DVD.

## Zarys fabuły
Bohaterkami filmu są kobiety niegdyś należące do tego samego bractwa studenckiego, które przybywają na Hawaje, gdzie odbywa się zlot absolwentek ich uczelni. Tam są prześladowane przez seryjnego mordercę.

## Obsada
- Brent Huff as Shane Newman
- Kari Wührer as Julie Seska
- Debbie Rochon as Taylor Cameron
- Amy Lindsay as Kristen Neal
- Belinda Gavin as Megan Davidson
- Ted Monte as Sam Kincaid
- Jay Richardson as Hugh Janus
- Robert Donovan as profesor Andrews